# Leichtathletik-Weltmeisterschaften 2005/Marathon der Frauen
Der Marathonlauf der Frauen bei den Leichtathletik-Weltmeisterschaften 2001 fand am 14. August 2001 um 14:20 in den Straßen der finnischen Hauptstadt Helsinki statt.
Weltmeisterin wurde die britische Weltrekordinhaberin Paula Radcliffe, über 10.000 Meter amtierende Europameisterin und 1999 WM-Zweite. Silber gewann die kenianische Titelverteidigerin und Olympiazweite von 2004 Catherine Ndereba. Bronze ging an die Rumänin Constantina Tomescu, spätere Constantina Diță.
Außerdem gab es wieder eine Teamwertung, den sogenannten Marathon-Cup. Entsprechend hoch war die Teilnehmerzahl. Erlaubt waren fünf Läuferinnen je Nation, von denen für die Wertung die Zeiten der jeweils besten drei addiert wurden. Dieser Wettbewerb zählte allerdings nicht zum offiziellen Medaillenspiegel. Es siegte die Mannschaft aus Kenia vor Japan und Großbritannien.

## Rekorde

### Bestehende Rekorde

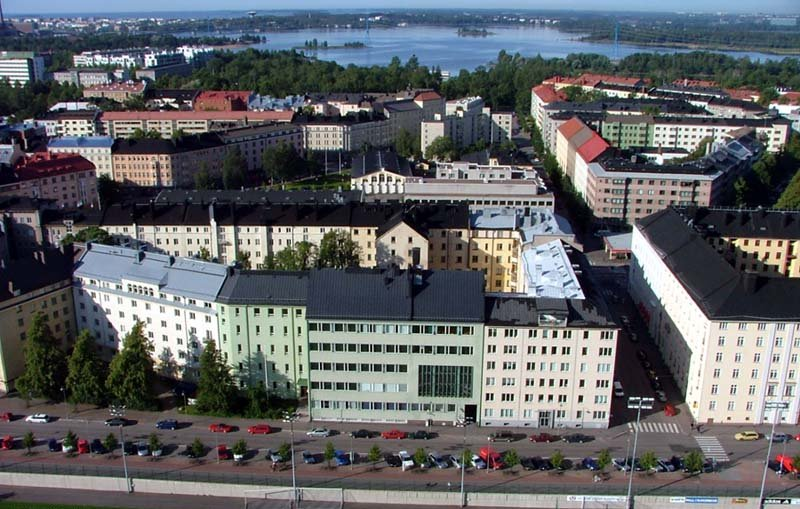
Blick auf Helsinkis Töölö Distrikt vom Tower des Olympiastadions aus, August 2004

| Weltrekord               | 2:15:25 h | Paula Radcliffe   | London-Marathon 2003, Großbritannien | 13. April 2003  |
| Weltmeisterschaftsrekord | 2:23:55 h | Catherine Ndereba | 2003 in Paris, Frankreich            | 31. August 2003 |

### Rekordverbesserung
Die britische Weltmeisterin Paula Radcliffe verbesserte den bestehenden WM-Rekord hier um 2:58 Minuten auf 2:20:57 h.

## Ergebnis

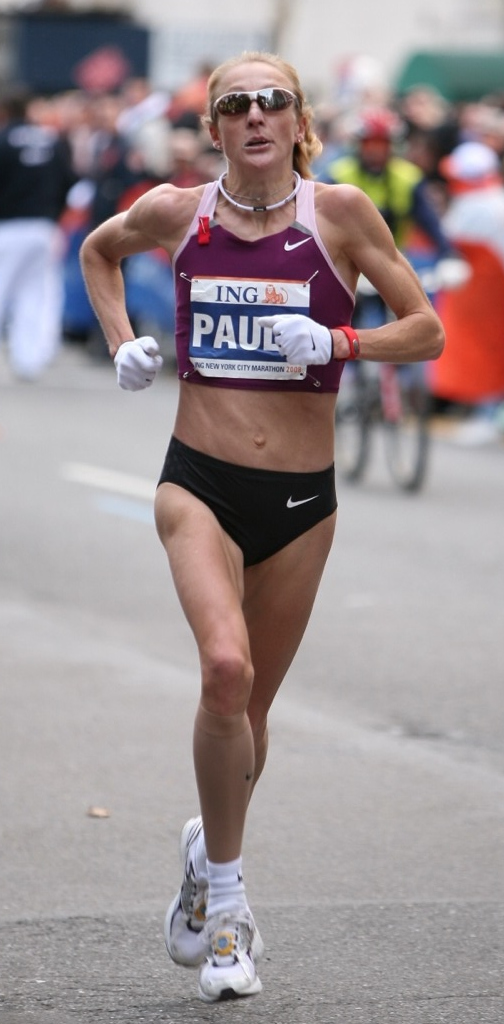
Siegerin Paula Radcliffe – über 10.000 Meter amtierende Europameisterin und 1999 Vizeweltmeisterin

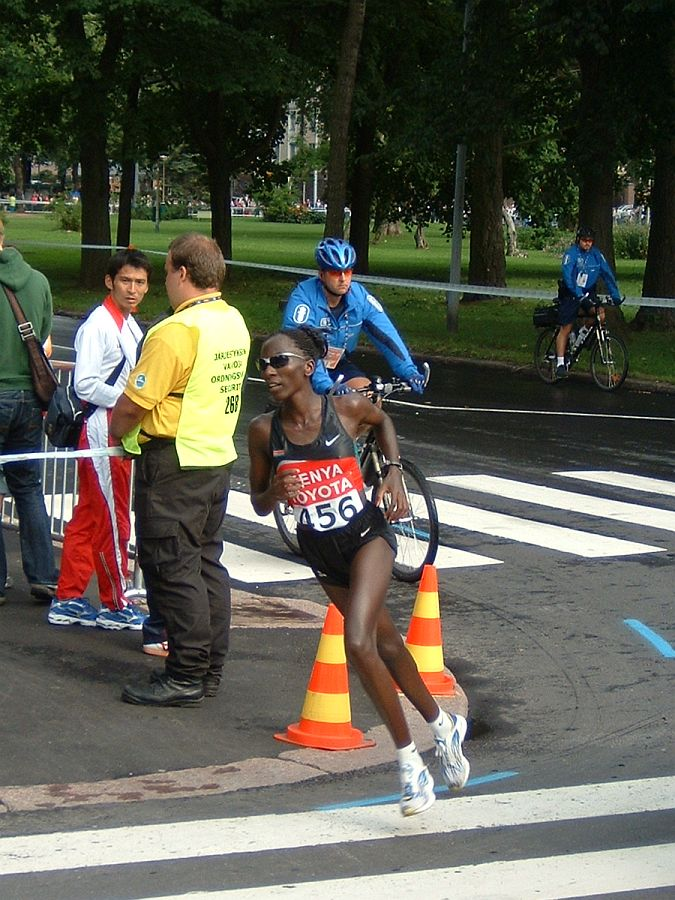
Vizeweltmeisterin wurde die Titelverteidigerin Catherine Ndereba, 2004 Olympiazweite

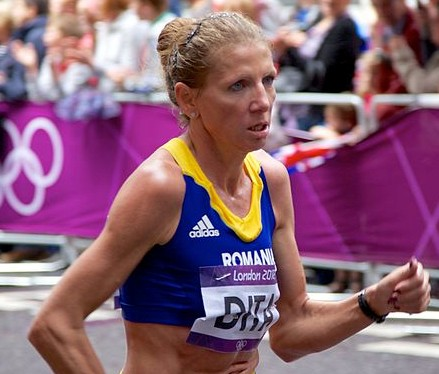
Bronzemedaillengewinnerin Constantina Tomescu, spätere Constantina Diță

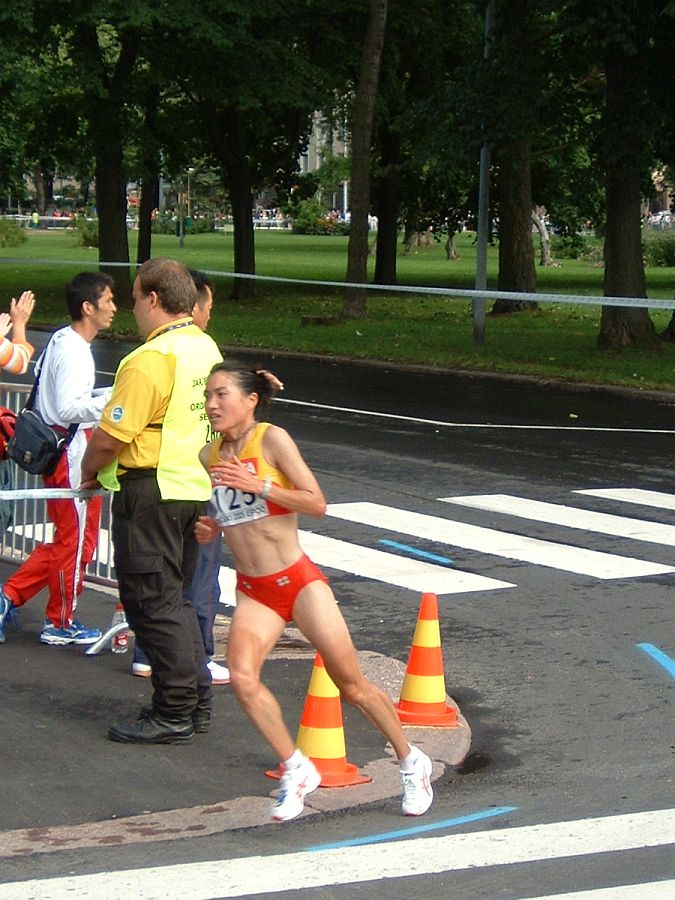
Zhou Chunxiu belegte Rang fünf

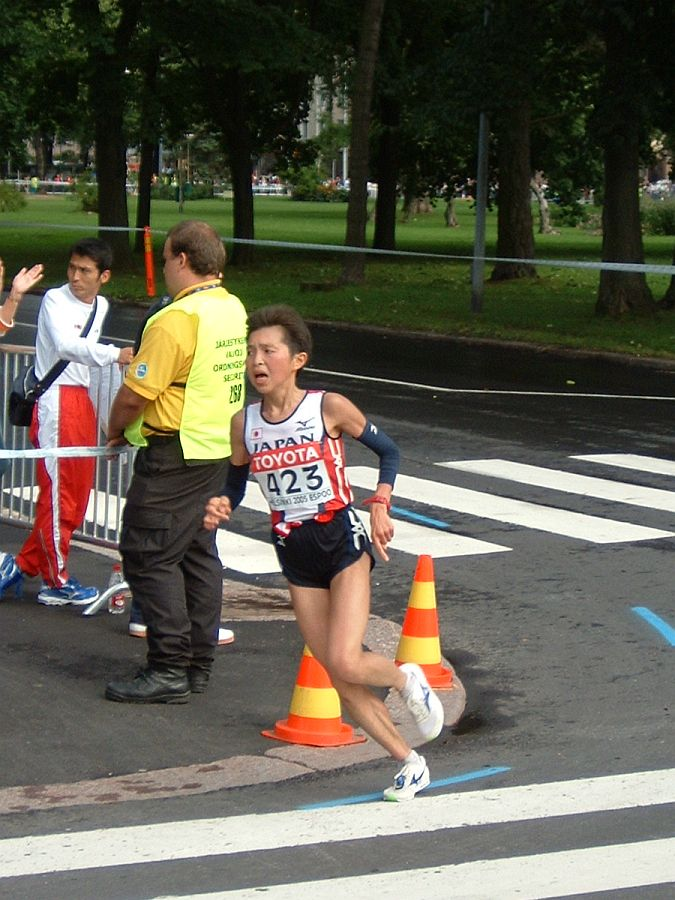
Yumiko Hara – Platz sechs

14. August 2005, 14:20 Uhr
| Platz | Athletin                 | Land                | Zeit (h)   |
| ----- | ------------------------ | ------------------- | ---------- |
|       | Paula Radcliffe          | Großbritannien      | 2:20:57 CR |
|       | Catherine Ndereba        | Kenia               | 2:22:01    |
|       | Constantina Tomescu      | Rumänien            | 2:23:19    |
| 04    | Derartu Tulu             | Äthiopien           | 2:23:30    |
| 05    | Zhou Chunxiu             | Volksrepublik China | 2:24:12    |
| 06    | Yumiko Hara              | Japan               | 2:24:20    |
| 07    | Rita Jeptoo              | Kenia               | 2:24:22    |
| 08    | Harumi Hiroyama          | Japan               | 2:25:46    |
| 09    | Hellen Jemaiyo Kimutai   | Kenia               | 2:26:14    |
| 10    | Megumi Oshima            | Japan               | 2:26:29    |
| 11    | Madaí Pérez              | Mexiko              | 2:26:50    |
| 12    | Halina Karnazewitsch     | Belarus             | 2:27:14    |
| 13    | Dorota Gruca             | Polen               | 2:27:46    |
| 14    | Jong Yong-ok             | Nordkorea           | 2:29:43    |
| 15    | Mari Ozaki               | Japan               | 2:30:28    |
| 16    | Asha Gigi                | Äthiopien           | 2:30:38    |
| 17    | Ryoko Eda                | Japan               | 2:31:16    |
| 18    | Mara Yamauchi            | Großbritannien      | 2:31:26    |
| 19    | Rosaria Console          | Italien             | 2:32:47    |
| 20    | Alina Iwanowa            | Russland            | 2:32:53    |
| 21    | Aurica Buia              | Rumänien            | 2:33:20    |
| 22    | Shitaye Gemechu          | Äthiopien           | 2:34:01    |
| 23    | Oh Song-suk              | Nordkorea           | 2:34:07    |
| 24    | Ryang Gum-hwa            | Nordkorea           | 2:34:35    |
| 25    | Hayley Haining           | Großbritannien      | 2:34:41    |
| 26    | Turena Johnson-Lane      | USA                 | 2:34:43    |
| 27    | Anna Pichrtová           | Tschechien          | 2:34:45    |
| 28    | Kirsten Melkevik Otterbu | Norwegen            | 2:35:08    |
| 29    | Beatrice Omwanza         | Kenia               | 2:35:48    |
| 30    | Jill Boaz                | USA                 | 2:36:29    |
| 31    | Isabel Eizmendi          | Spanien             | 2:36:41    |
| 32    | Ana Dias                 | Portugal            | 2:36:50    |
| 33    | Shireen Crumpton         | Neuseeland          | 2:37:03    |
| 34    | Irina Permitina          | Russland            | 2:38:16    |
| 35    | Emily Levan              | USA                 | 2:38:32    |
| 36    | Jennifer Crain           | USA                 | 2:39:02    |
| 37    | Dire Tune                | Äthiopien           | 2:39:13    |
| 38    | Nadezhda Wijenberg       | Niederlande         | 2:39:36    |
| 39    | Liza Hunter-Galvan       | Neuseeland          | 2:39:47    |
| 40    | Tegla Loroupe            | Kenia               | 2:39:58    |
| 41    | Nadia Ejjafini           | Bahrain             | 2:41:51    |
| 42    | Maija Oravamäki          | Finnland            | 2:43:31    |
| 43    | Clarisse Rasoarizay      | Madagaskar          | 2:43:58    |
| 44    | Oh Jung-hee              | Südkorea            | 2:47:42    |
| 45    | Rebecca Moore            | Neuseeland          | 2:50:36    |
| 46    | Epiphanie Nyirabarame    | Ruanda              | 2:52:11    |
| 47    | Hafida Narmouch          | Marokko             | 2:52:41    |
| 48    | Mulu Seboka              | Äthiopien           | 2:53:08    |
| 49    | Nili Abramski            | Israel              | 2:54:08    |
| 50    | Mary Akor                | USA                 | 2:57:18    |
| 51    | Mamokete Lechela         | Lesotho             | 3:03:26    |
| DNF   | Debbie Mason             | Großbritannien      |            |
| DNF   | Kenza Wahbi              | Marokko             |            |
| DNF   | Fabiola William John     | Tansania            |            |
| DNF   | Kay Ulrich               | Neuseeland          |            |
| DNF   | Nuța Olaru               | Rumänien            |            |
| DNF   | Zhor El Kamch            | Marokko             |            |
| DNS   | Sandra Ruales            | Ecuador             |            |
| DNS   | Agueda Amaral            | Osttimor            |            |

## Marathon-Cup
| Platz | Land           | Athletinnen                                          | Zeit (h) |
| ----- | -------------- | ---------------------------------------------------- | -------- |
| 1     | Kenia          | Catherine Ndereba Rita Jeptoo Hellen Jemaiyo Kimutai | 7:12:37  |
| 2     | Japan          | Yumiko Hara Harumi Hiroyama Megumi Oshima            | 7:16:35  |
| 3     | Großbritannien | Paula Radcliffe Mara Yamauchi Hayley Haining         | 7:27:04  |
| 4     | Äthiopien      | Derartu Tulu Asha Gigi Shitaye Gemechu               | 7:28:09  |
| 5     | Nordkorea      | Jong Yong-ok Oh Song-suk Ryang Gum-hwa               | 7:38:25  |
| 6     | USA            | Turena Johnson-Lane Jill Boaz Emily Levan            | 7:49:44  |
| 7     | Neuseeland     | Shireen Crumpton Liza Hunter-Galvan Rebecca Moore    | 8:07:26  |

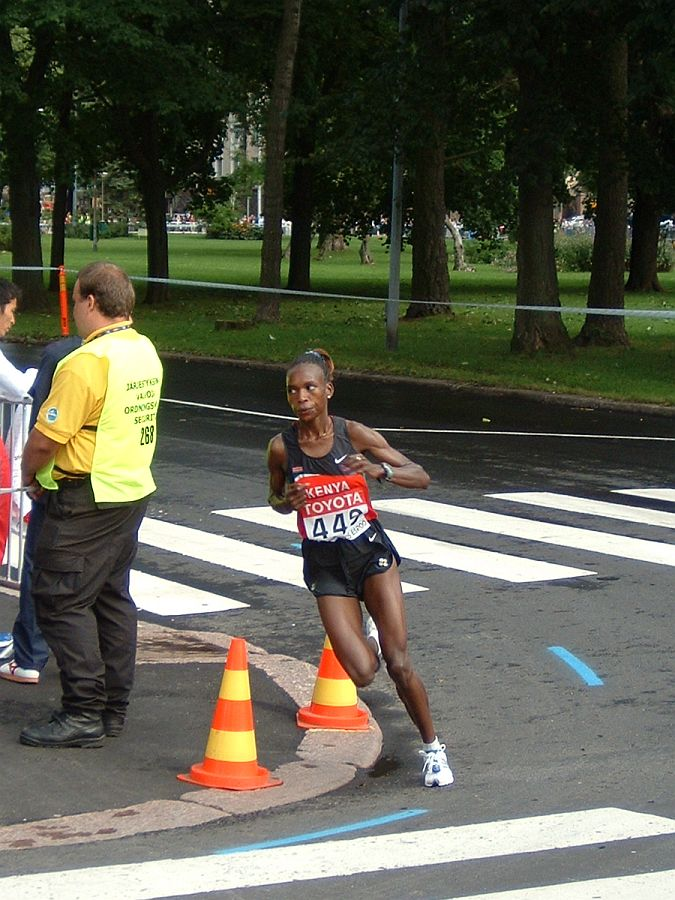
Die siebtplatzierte Rita Jeptoo
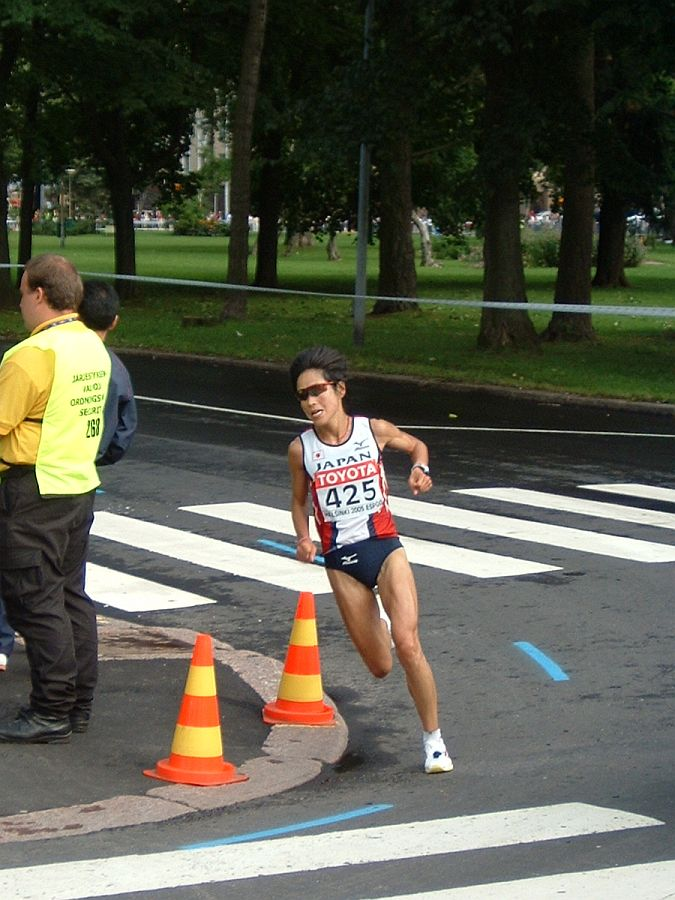
Harumi Hiroyama kam auf den achten Platz
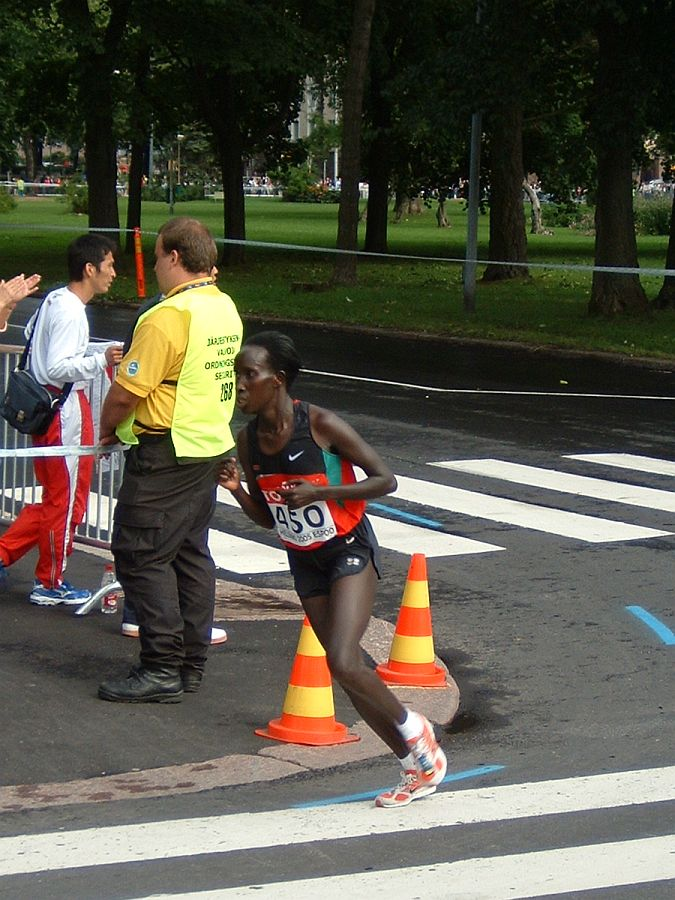
Rang neun für Hellen Jemaiyo Kimutai

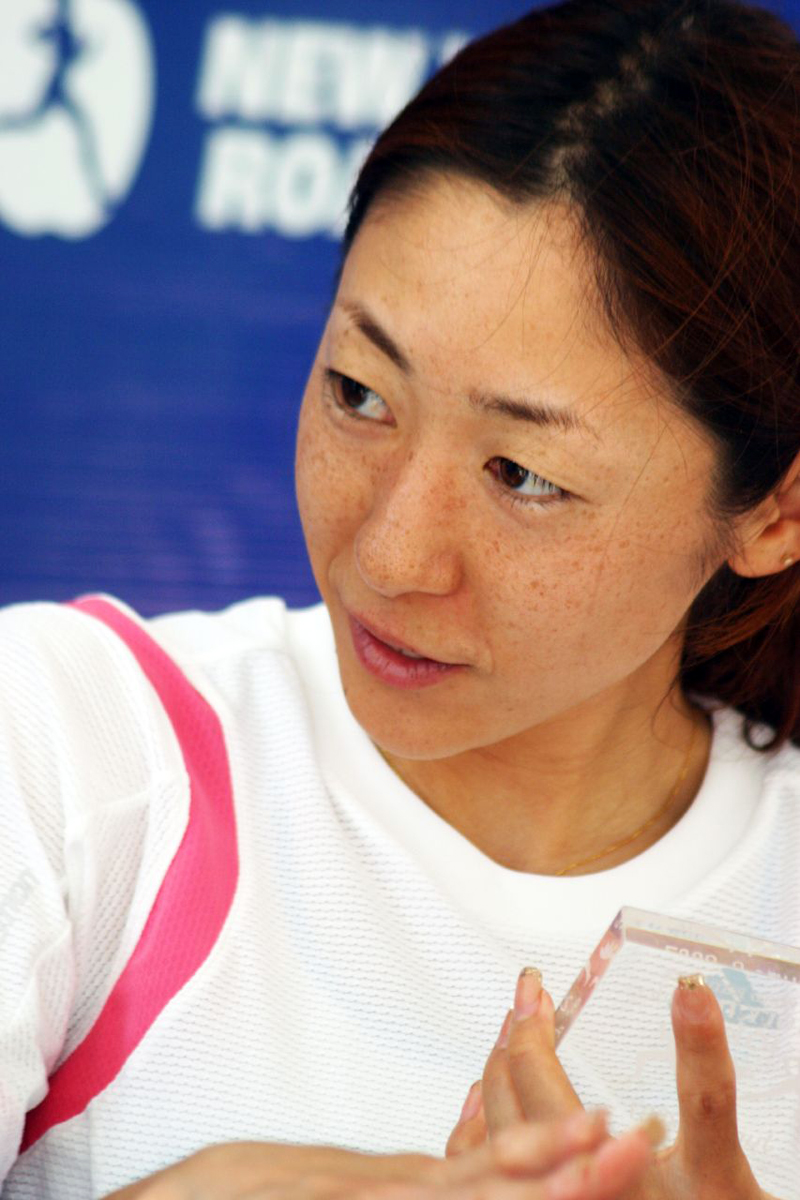
Megumi Oshima – Rang zehn
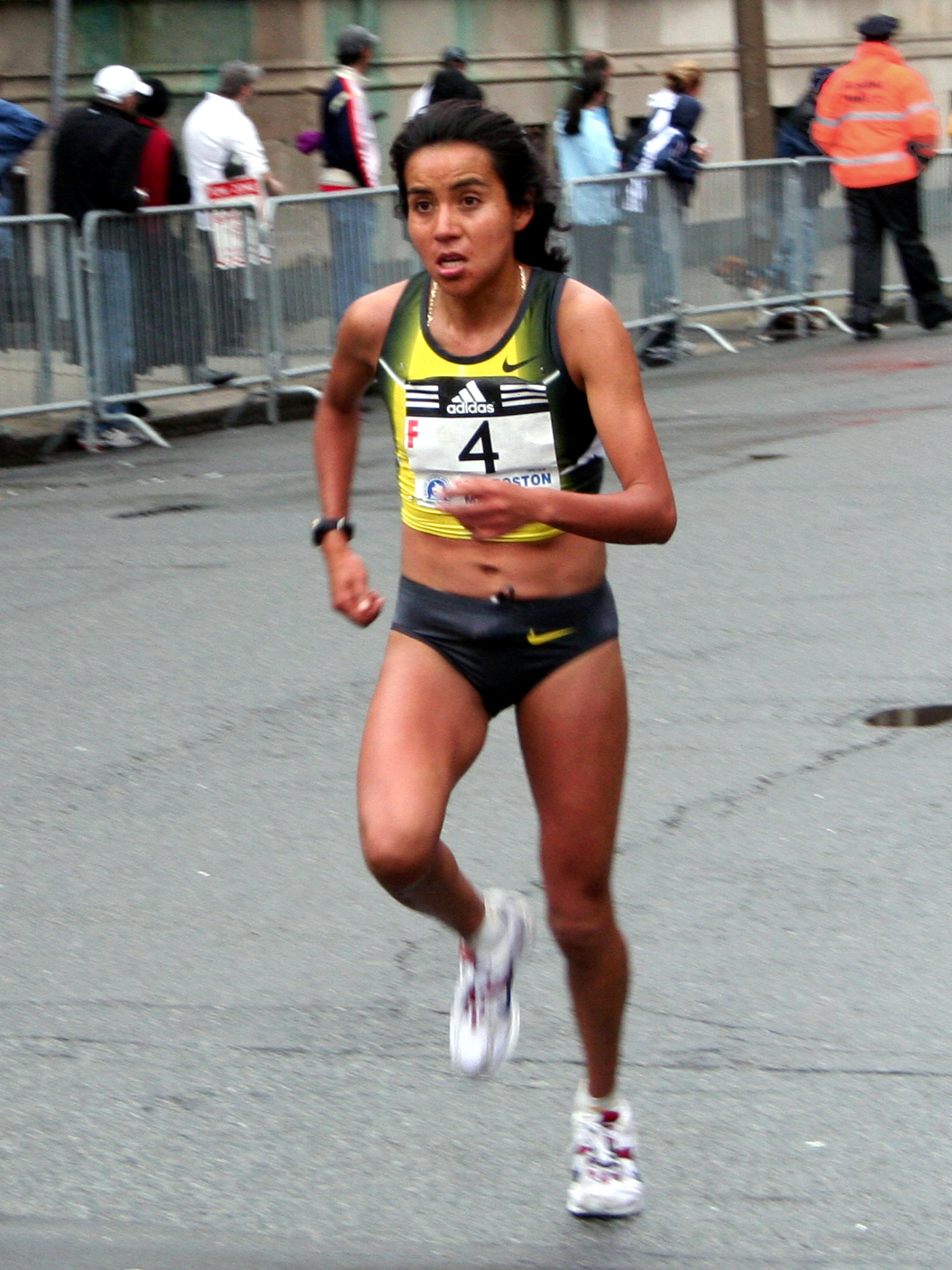
Madaí Pérez erreichte Platz elf
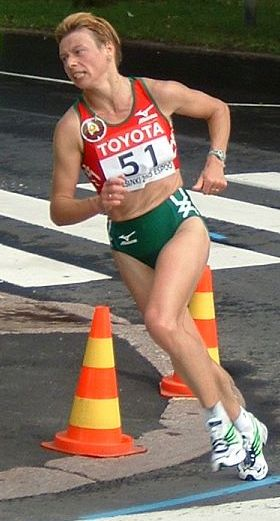
Halina Karnazewitsch wurde Zwölfte
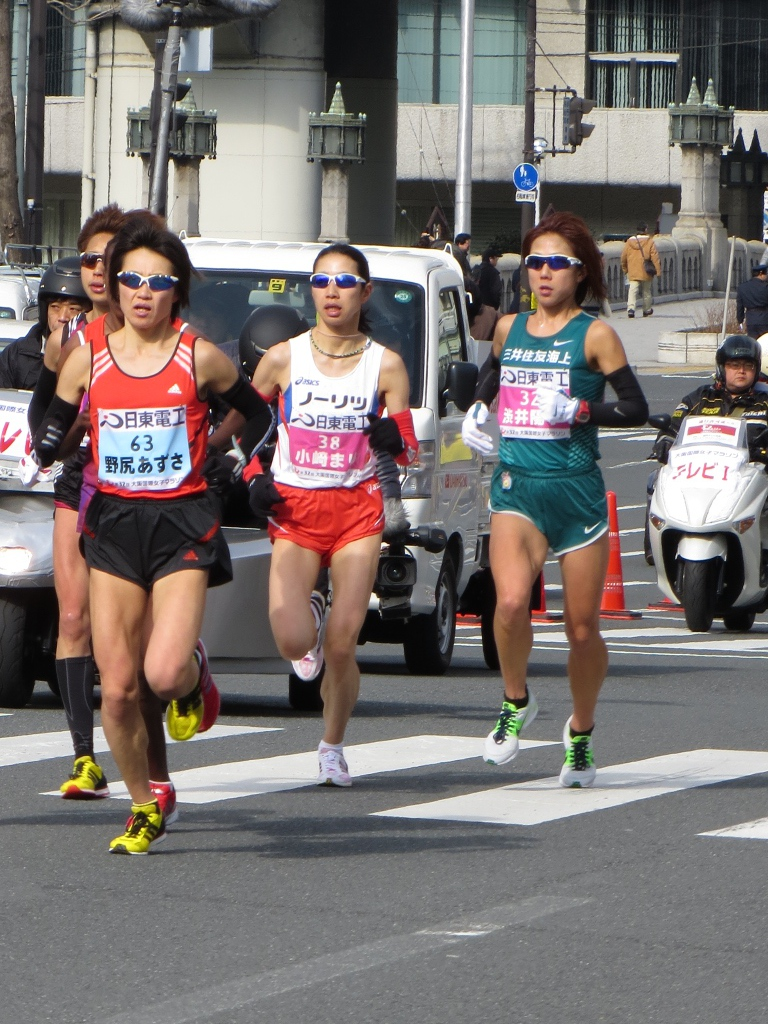
Mari Ozaki – Rang fünfzehn
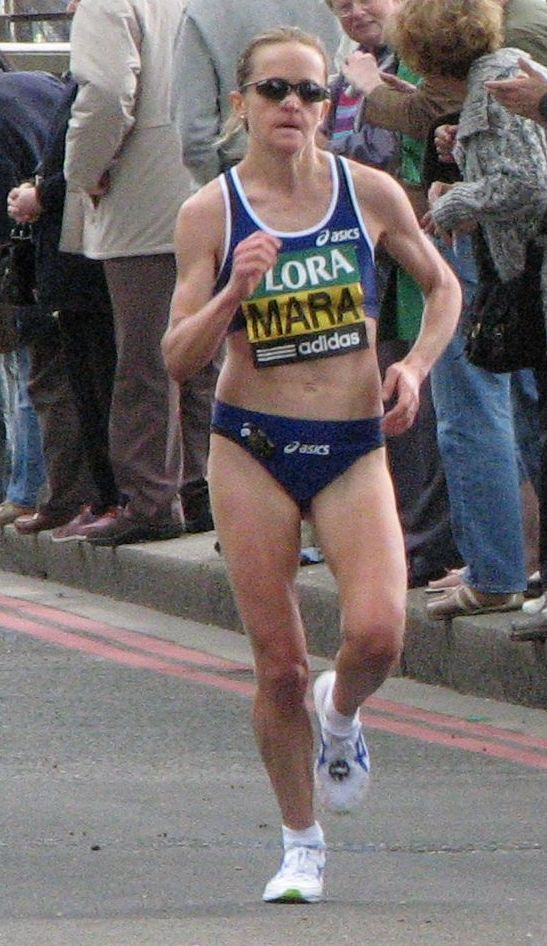
Mara Yamauchi – Rang achtzehn
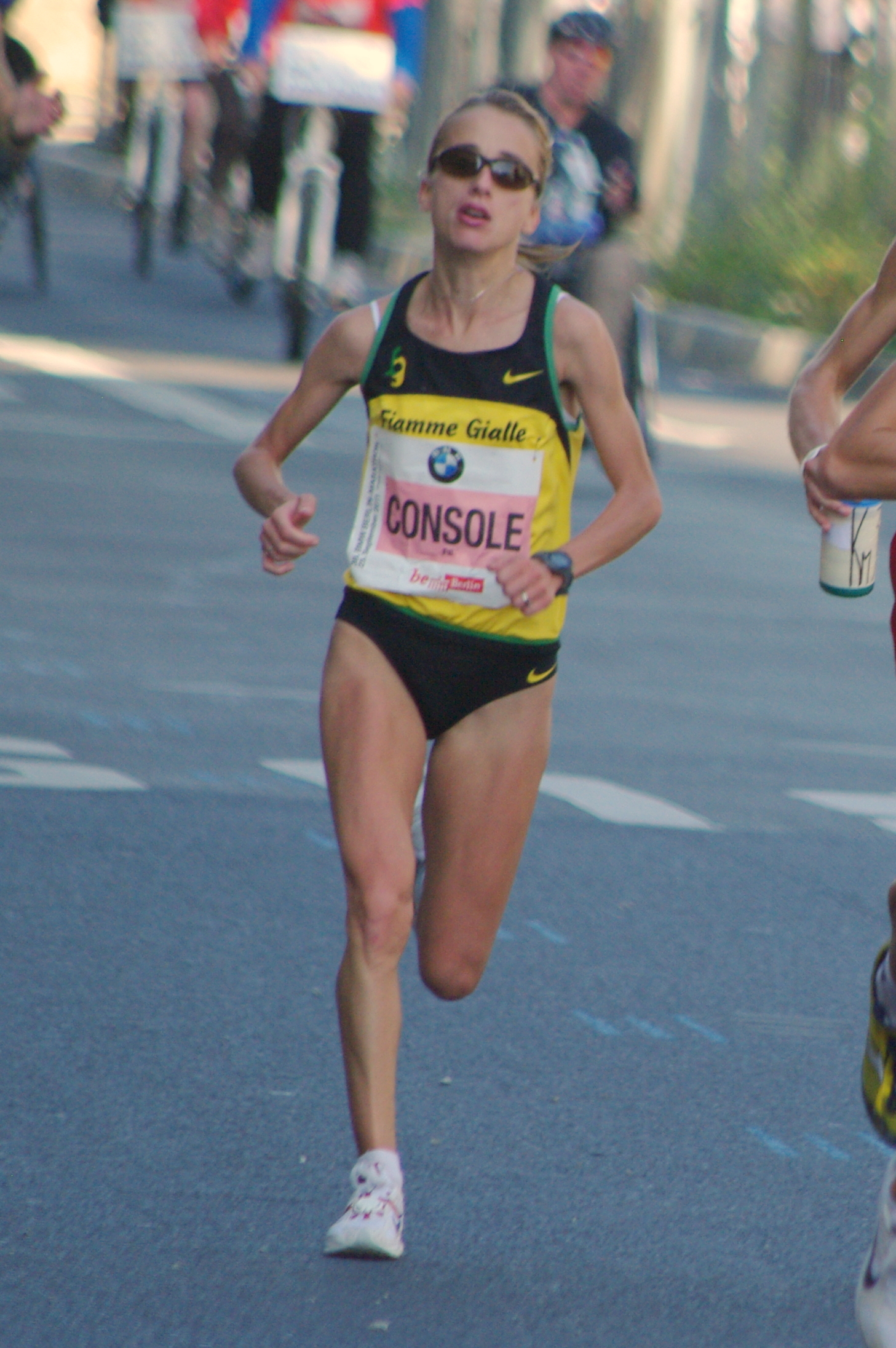
Rosaria Console – Rang neunzehn
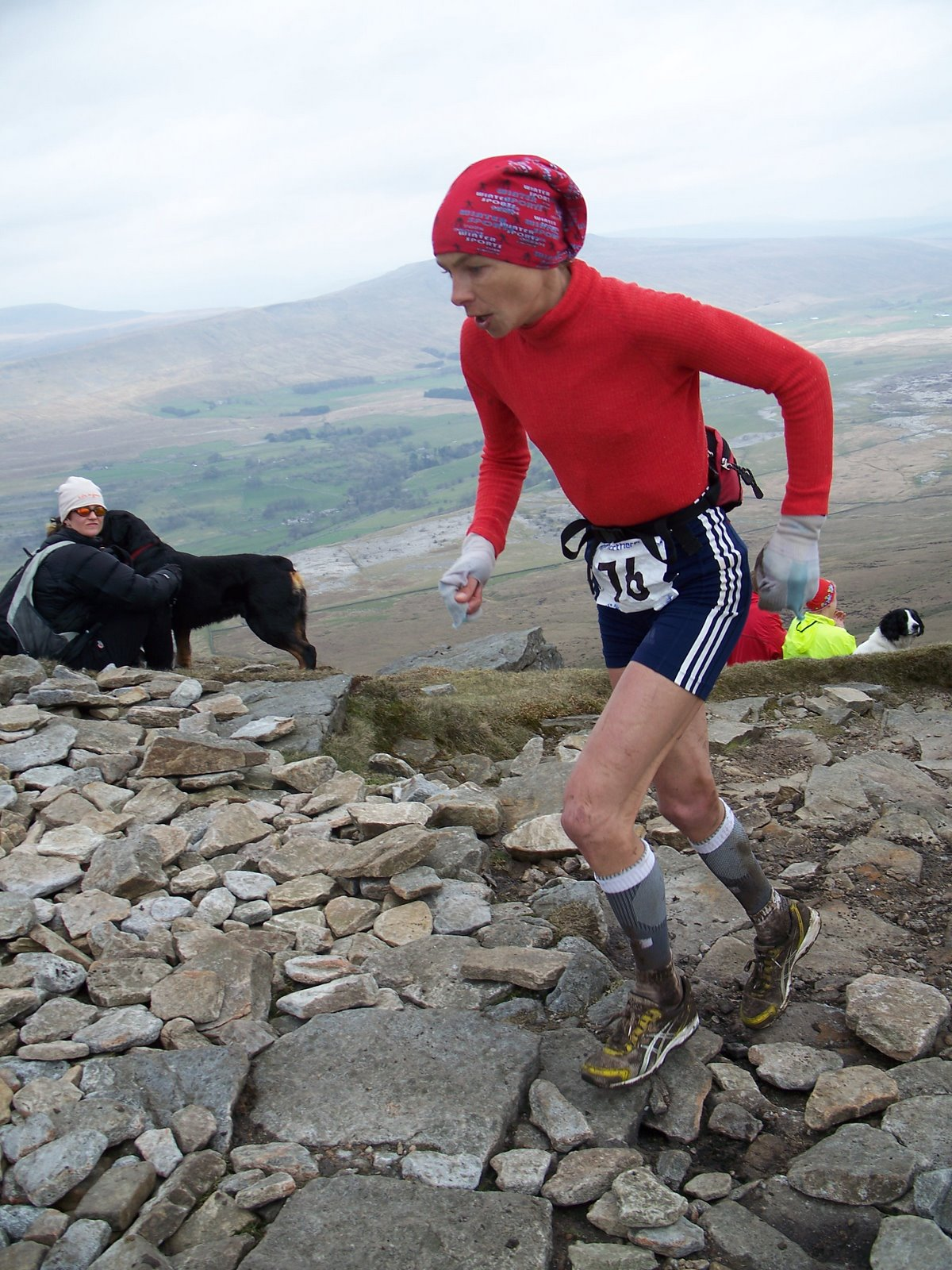
Anna Pichrtová – Rang 27

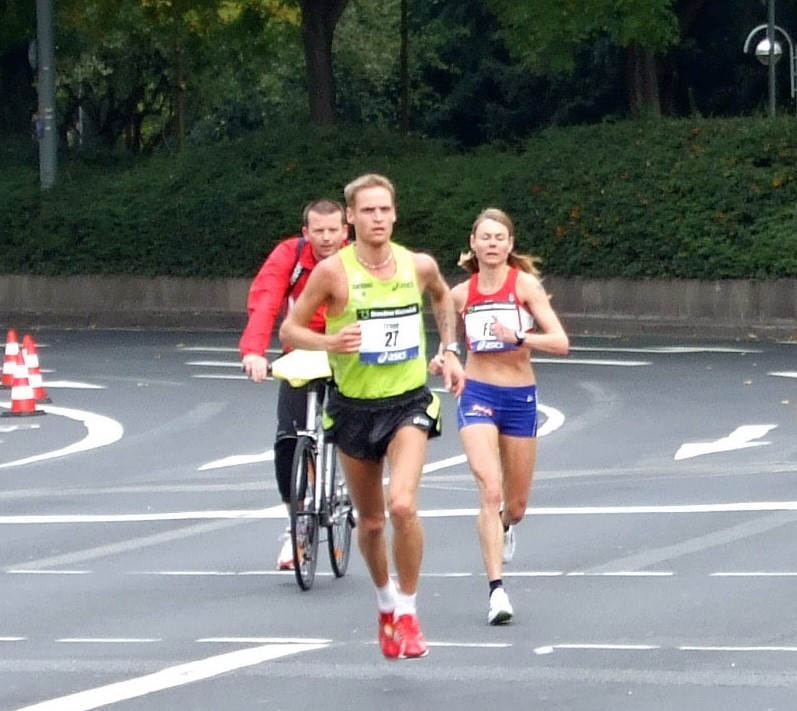
Kirsten Melkevik Otterbu – Rang 28
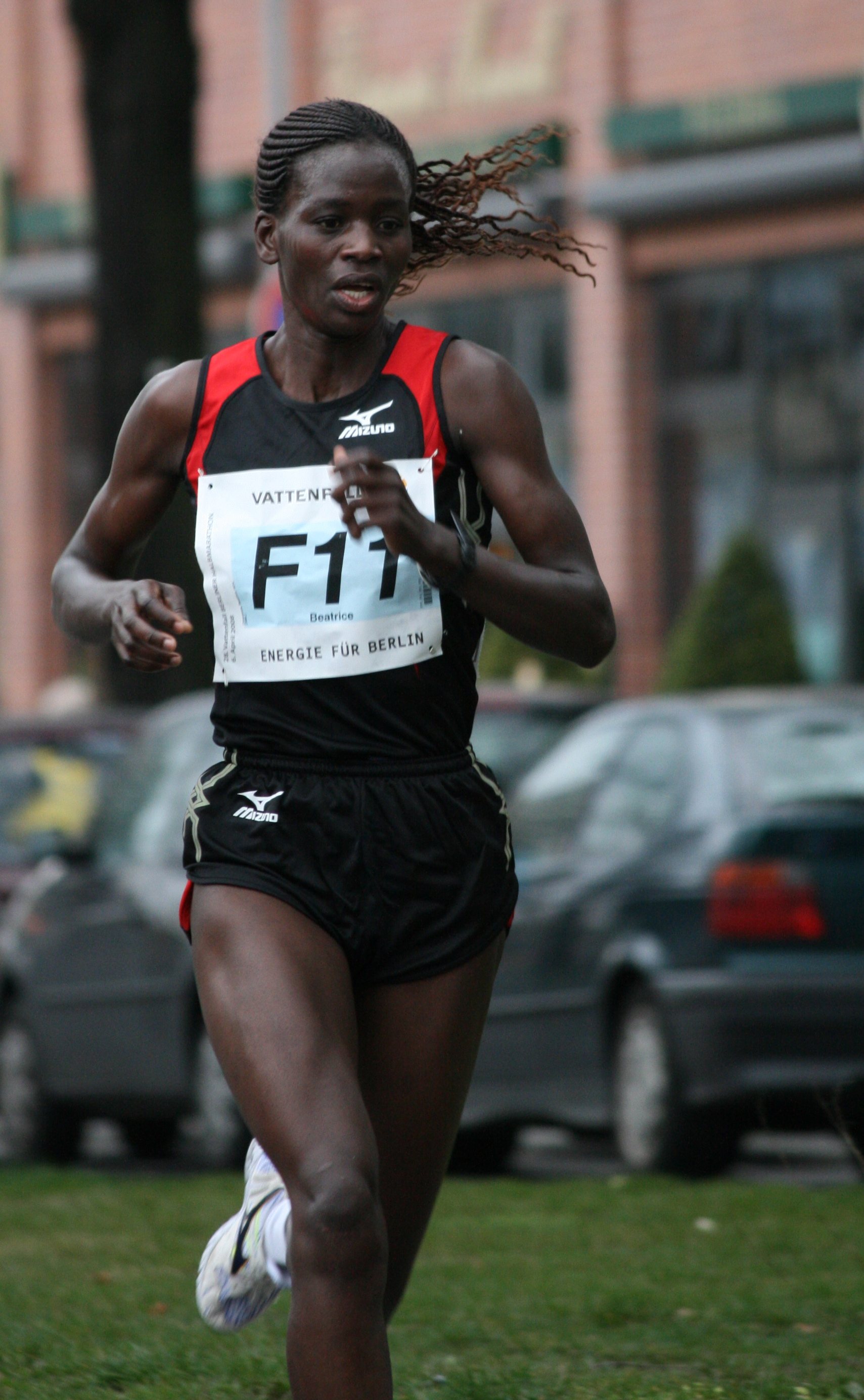
Beatrice Omwanza – Rang 29
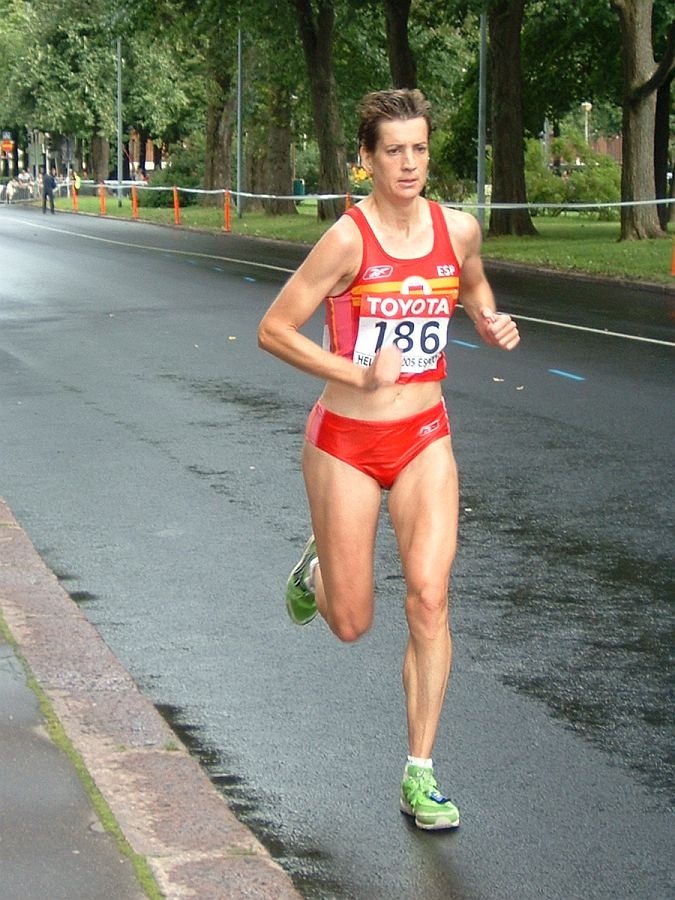
Isabel Eizmendi – Rang 31
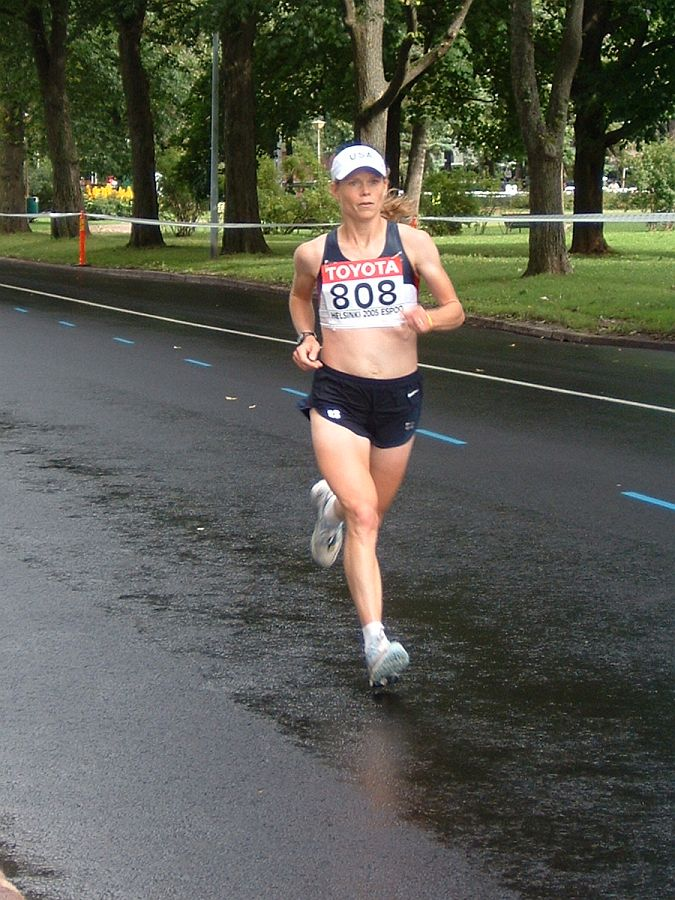
Emily Levan – Rang
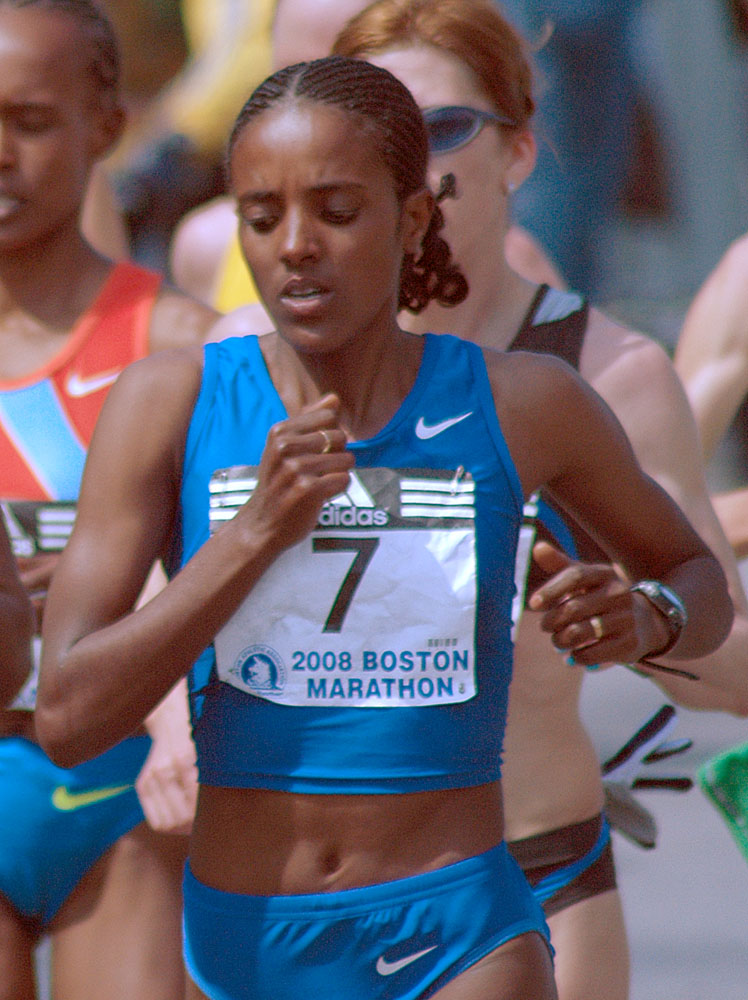
Dire Tune – Rang 37
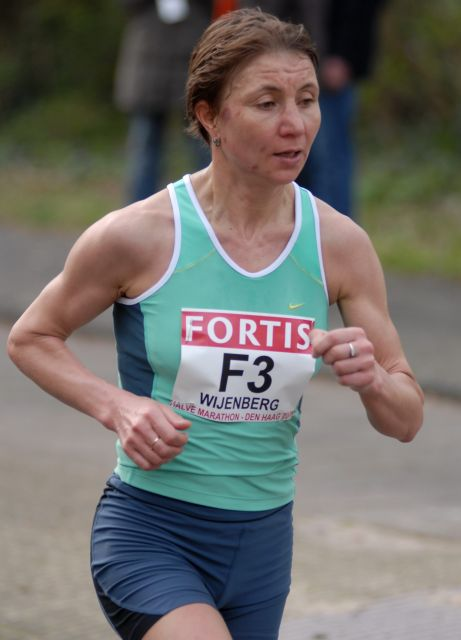
Nadezhda Wijenberg – Rang 38
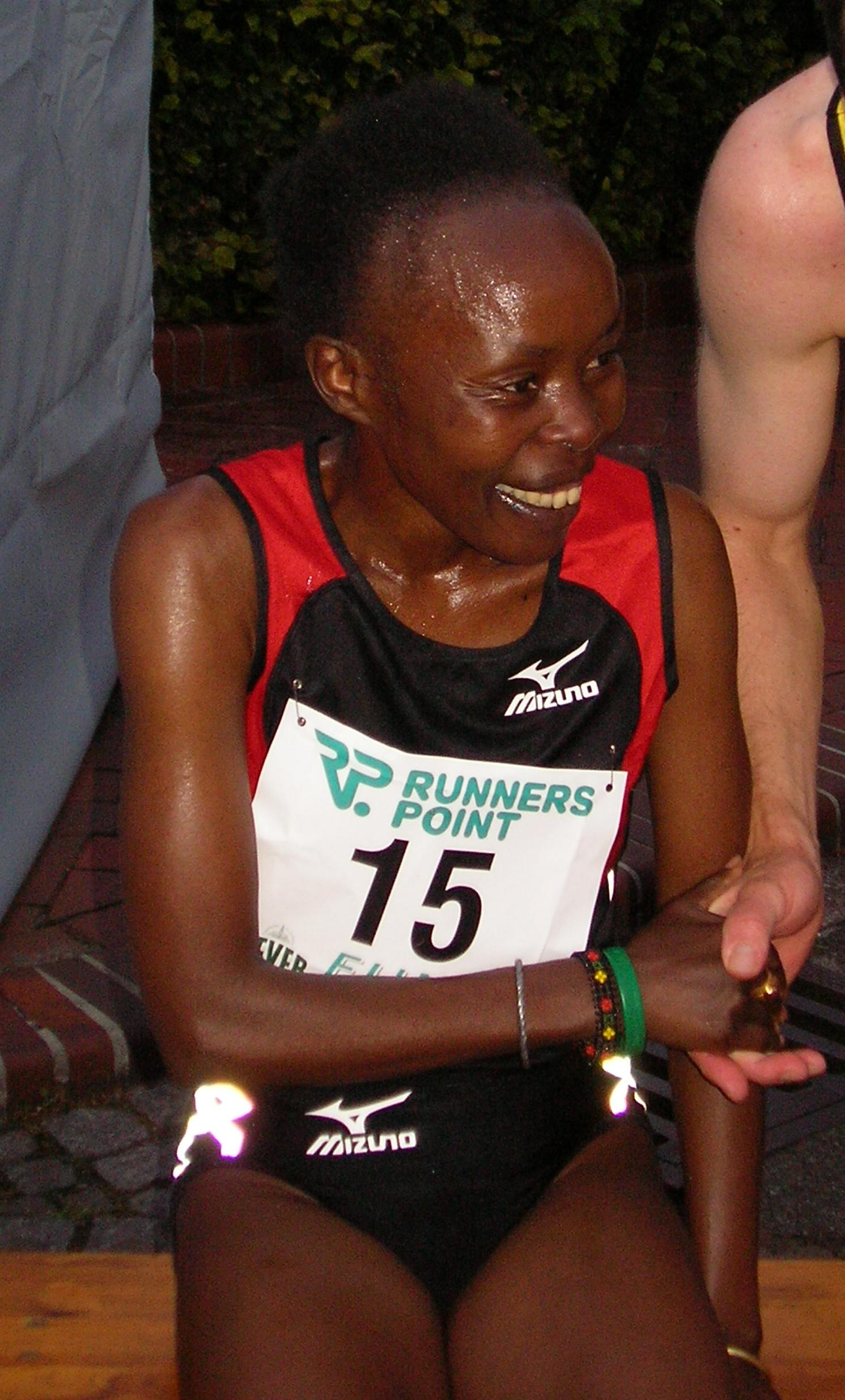
Tegla Loroupe – Rang vierzig

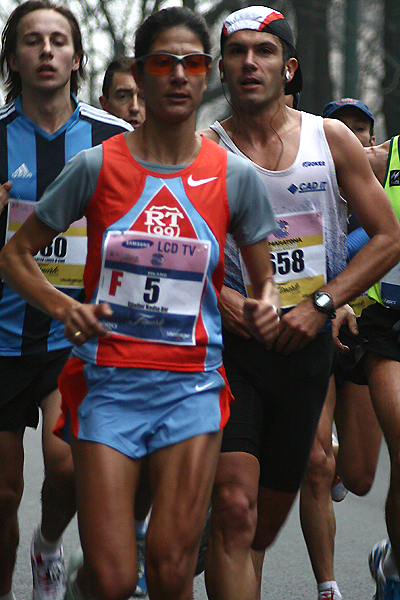
Nadia Ejjafini – Rang 41
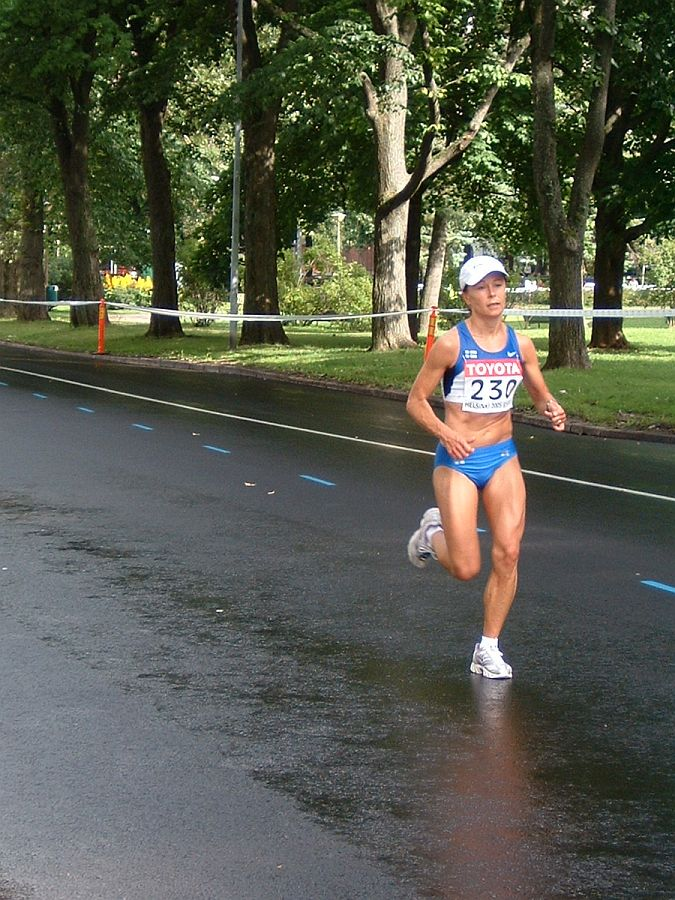
Maija Oravamäki – Rang 42
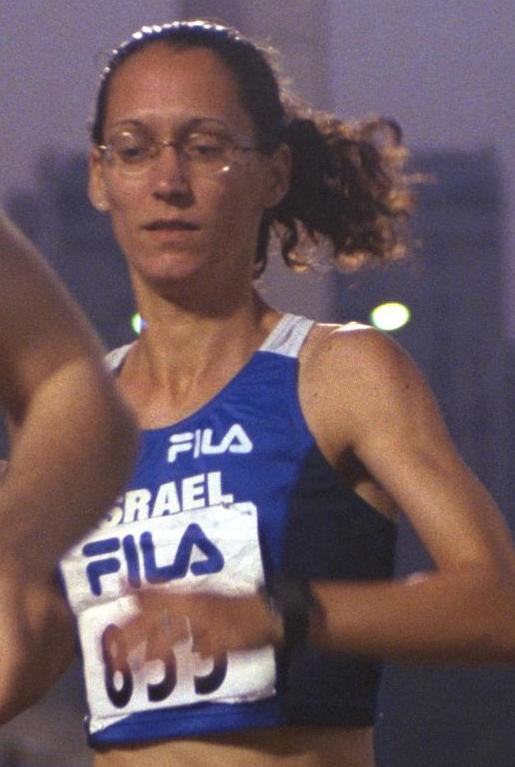
Nili Abramski – Rang 49
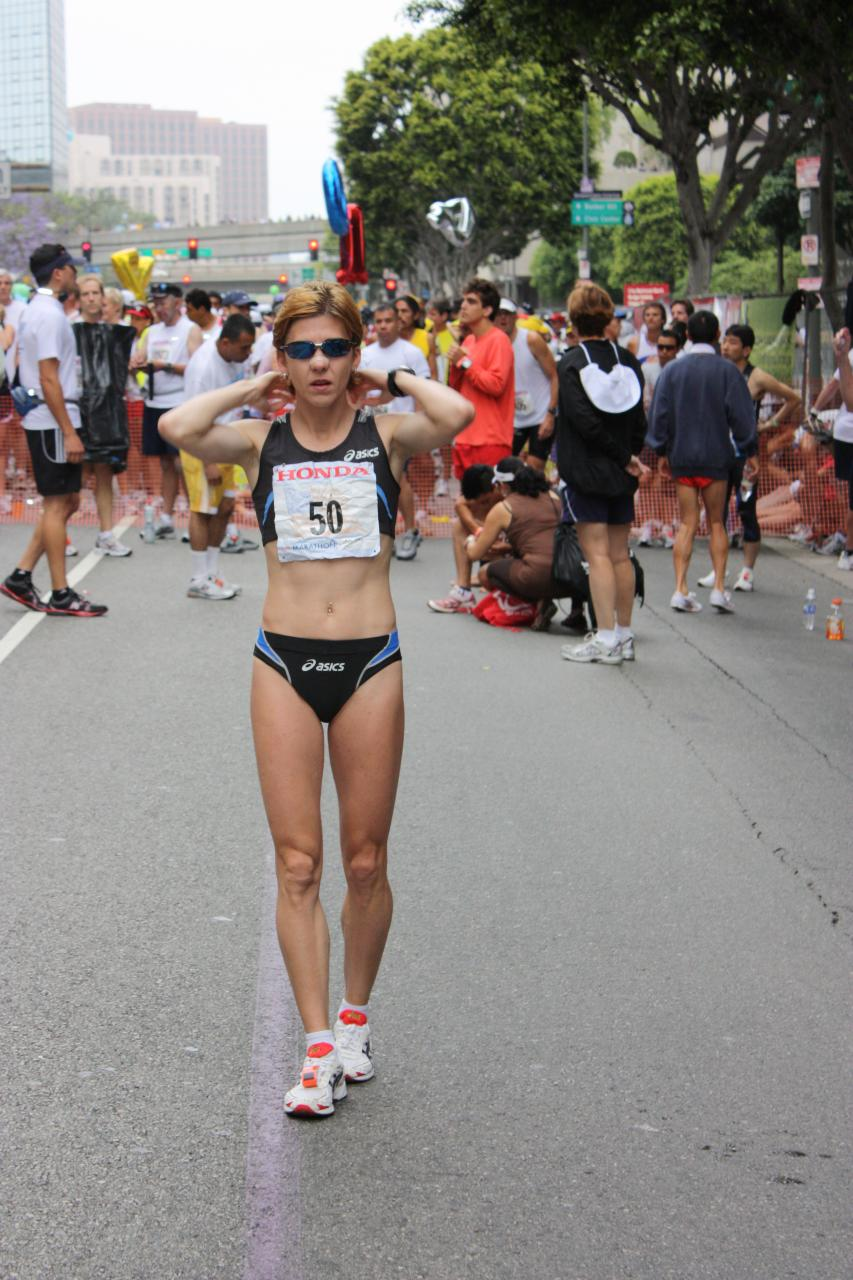
Nuța Olaru – Rennen nicht beendet

## Video
- Paula Radcliffe,Marathon Gold:2005 World Championships,Helsinki, youtube.com, abgerufen am 7. Oktober 2020